# جورج بافينغتون
جورج بافينغتون هو شخصية أعمال وسياسي أمريكي، ولد في 29 يونيو 1825 في ليتل فالي في الولايات المتحدة، وتوفي في 16 سبتمبر 1893 في ديلاند في الولايات المتحدة. نشط حزبياً في الحزب الجمهوري.